# Szkliwo ceramiczne
Szkliwo ceramiczne – jest to warstwa masy szklanej pokrywająca powierzchnię wyrobu ceramicznego i ściśle z nią połączona w procesie wypalania/spiekania/stapiania w temp. od 1080 °C do 1450 °C.
W zależności od temperatury topnienia, szkliwa dzieli się na:
- łatwo topliwe – temperatura topnienia do 1100 °C,
- średnio topliwe – temperatura topnienia od 1100 do 1230 °C,
- trudno topliwe – temperatura topnienia od 1230 do 1450 °C.

Szkliwa składają się z tlenków metali i niemetali, mogą zawierać związki takich pierwiastków jak ołów, bor, cyna, wapń, żelazo, glin itp. Powłoka szkliwa, w zależności od składu, nadaje przedmiotom barwę, połysk (w przypadku szkliwa lśniącego), spotykane są powłoki matowe lub półprzeźroczyste. Nadają one przedmiotom takie cechy jak: odporność na przenikanie wody, działanie kwasów, zasad itp.
Szkliwo ceramiczne służy do ozdoby, podnosi walory estetyczne, a także służy do podniesienia walorów użytkowych ceramiki.
- szkliwo transparentne: ołowiowe, zabarwione tlenkami metali (najtańsze – najbardziej popularne – tlenki żelaza)
- szkliwo barwne: białe – cyna; fioletowe – związki manganu; niebieskie – kobalt i jego tlenki; żółty – związki żelaza, antymony; zielony – związki miedzi